# Б'юкенен-Дам (Техас)
Б'юкенен-Дам (англ. Buchanan Dam) — переписна місцевість (CDP) в США, в окрузі Ллано штату Техас. Населення — 1508 осіб (2020).

## Географія
Б'юкенен-Дам розташований за координатами 30°48′30″ пн. ш. 98°27′2″ зх. д. / 30.80833° пн. ш. 98.45056° зх. д. (30.808202, -98.450495).  За даними Бюро перепису населення США в 2010 році переписна місцевість мала площу 52,38 км², з яких 20,06 км² — суходіл та 32,32 км² — водойми.

## Демографія
Згідно з переписом 2010 року, у переписній місцевості мешкало 1519 осіб у 784 домогосподарствах у складі 473 родин. Густота населення становила 29 осіб/км².  Було 1214 помешкання (23/км²).
Расовий склад населення:
| - 96,0 % — білих - 0,4 % — азіатів - 0,2 % — вихідців з тихоокеанських островів - 0,2 % — корінних американців - 0,2 % — чорних або афроамериканців - 2,0 % — осіб інших рас |

До двох чи більше рас належало 1,0 %. Частка іспаномовних становила 6,3 % від усіх жителів.
За віковим діапазоном населення розподілялося таким чином: 11,9 % — особи молодші 18 років, 51,2 % — особи у віці 18—64 років, 36,9 % — особи у віці 65 років та старші. Медіана віку мешканця становила 59,1 року. На 100 осіб жіночої статі у переписній місцевості припадало 97,3 чоловіків;  на 100 жінок у віці від 18 років та старших — 95,9 чоловіків також старших 18 років.
Середній дохід на одне домашнє господарство  становив 55 459 доларів США (медіана — 32 604), а середній дохід на одну сім'ю — 69 313 долари (медіана — 47 813). За межею бідності перебувало 13,6 % осіб, у тому числі 35,1 % дітей у віці до 18 років та 9,4 % осіб у віці 65 років та старших.
Цивільне працевлаштоване населення становило 359 осіб. Основні галузі зайнятості: мистецтво, розваги та відпочинок — 30,4 %, освіта, охорона здоров'я та соціальна допомога — 13,1 %, будівництво — 8,4 %, роздрібна торгівля — 6,7 %.